# Robert Maxwell, 1. Earl of Farnham
Robert Maxwell, 1. Earl of Farnham († 16. November 1779) war ein irischer Politiker und Peer.
Er war der älteste Sohn des John Maxwell, 1. Baron Farnham, aus dessen Ehe mit Judith Barry.
Von 1743 bis 1759 war er Mitglied des Irish House of Commons für Lisburn. Beim Tod seines Vaters am 6. August 1759 erbte er dessen Adelstitel als 2. Baron Farnham und wurde dadurch Mitglied des Irish House of Lords. Zudem war er von 1754 bis 1761 Mitglied des British House of Commons für Taunton. 1757 wurde er Sheriff des County Cavan, sowie 1760 Mitglied des irischen Privy Council.
In erster Ehe heiratete er am 11. Oktober 1759 Henrietta Cantillon († 30. August 1761), Witwe des William Stafford-Howard, 3. Earl of Stafford, Erbtochter des Pariser Bankiers Philip Cantillon. Mit ihr hatte er zwei Kinder:
- Lady Henrietta Maxwell († 6. März 1852), ⚭ 1780 Rt. Hon. Denis Daly (1747–1792);
- John Maxwell, Viscount Maxwell (* um 1760; † 7. August 1778).

Am 1. Dezember 1771 heiratete er in zweiter Ehe Sarah Cosby (* 1730), Witwe des irischen Unterhausabgeordneten Rt. Hon. Arthur Upton († 1768), Schwester des Dudley Cosby, 1. Baron Sydney. Die Ehe blieb kinderlos.
Am 10. September 1760 wurde er in der Peerage of Ireland zum Viscount Farnham, in the County of Cavan, sowie am 13. Mai 1763 zum Earl of Farnham, in the County of Cavan, erhoben.
Da seine Kinder vor ihm gestorben waren, erloschen sein Earls- und Viscount-Titel bei seinem Tod 1779. Sein Baronstitel fiel an seinen Bruder Barry Maxwell als 3. Baron, für den 1781 der Viscount- und 1785 der Earlstitel neu geschaffen wurden.